# Joshua Sinclair
Joshua Sinclair (* 7. Mai 1953 in New York City) ist ein US-amerikanischer Autor, Drehbuchautor und Regisseur. Er lebt in Österreich.

## Leben
1986 veröffentlichte Sinclair den Roman Shaka Zulu, der auf dem Leben des afrikanischen Königs Shaka basiert. Bei der Verfilmung des Buchs mit abgewandelter Story unter dem Titel Der Krieger – Shaka Zulu führte er 2001 Regie. Darsteller waren unter anderem David Hasselhoff, Karen Allen, Henry Cele, James Fox, Grace Jones und Omar Sharif. Sein Film Jump! mit Patrick Swayze erschien 2008.
Der studierte Mediziner und Theologe versuchte, eine internationale Filmakademie in Aistersheim, Oberösterreich, zu etablieren, was jedoch scheiterte.

## Bücher
- 1986: Shaka Zulu

## Filme

### Darsteller (Auswahl)
- 1970: Una stagione all'inferno – Regie: Nelo Risi
- 1970: Der Garten der Finzi Contini (Il giardino dei Finzi-Contini)
- 1971: Lady Frankenstein (La figlia di Frankenstein)
- 1972: Das Mädchen und der Mörder (L‘assassinat de Trotsky)
- 1974: Zwei tolle Hechte – Wir sind die Größten (Prima ti suono e poi ti spara)
- 1976: Keoma – Das Lied des Todes (Keoma)
- 1976: Racket (Il grande racket)
- 1977: Wenn du krepierst, lebe ich! (Autostop rosso sangue)
- 1977: Dealer Connection – Die Straße des Heroins (La via della droga)
- 1981: The Last Jaws – Der weiße Killer (L'ultimo squalo)
- 1988: Ein Richter für Berlin (Judgment in Berlin) – Regie: Leo Penn

### Drehbuch
- 1977: Casanova & Co.

### Regie
- 2001: Shaka Zulu: The Citadel
- 2007: Jump!
- 2018: A Rose in Winter